# Varga Szabolcs (zenész)
Varga Szabolcs (Békéscsaba, 1971. április 10. –) magyar zenész, énekes, zeneszerző.

## Életpályája
Békéscsabán született, 1971. április 10-én. Középiskolai tanulmányait szülővárosában végezte. 

„A békéscsabai Rózsa Ferenc Gimnáziumba jelentkeztem speciális angol szakra…Elsős koromban abbahagytam az úszást. Akkor…Teri néni azt mondta: jelentkezzek át a zenegimnáziumba… Amikor befejeztem az úszást és a zeneiskolát, helyükbe lépett a fúvószenekar, hiszen akkor még fuvoláztam. Szente Béla a menedzserünk, vette nekem az első szaxofont. Előtte ott ültem egy sorban a sok-sok lánnyal, és azt mondta a Béla, mi lenne, ha nem a nyolcadik fuvolista lennél, hanem első szaxofonos!? Az átállás nehéz volt, mert jókora különbség van a két hangszer között…Akkortájt léptem be életem első együttesébe a Salétromba…meglegyintett az Edda szele, rengeteget énekeltem az Edda dalokat, hallgattam és énekeltem Pataky Attilával együtt. A Salétrom együttessel…Békéscsaba egyik legnépszerűbb együttesévé váltunk…A Blues-kocsmában esténként összeállt egy kis banda, jazzt játszottunk, szaxofonoztam, énekeltem…felkért a helyi Expamflet, akkor váltottak nevet La Fontaine-re, hogy segítsem ki őket egy pesti fellépésen… és annyira jól sikerült, ottragadtam. A La Fontaine-nel a zenélgetés eltartott egész a Manhattanig.”

1991 és 1994 között a Manhattan együttes egyik énekese, zeneszerzője volt.
Miután otthagyta a csapatot, reklámzenék komponálásával és háttérstúdiós munkákkal foglalkozott.
Cserháti Zsuzsa 1995-ös Hamu és gyémánt, illetve az 1996-ban megjelent Mennyit ér egy nő című zenei albumainak a címadó dalok zeneszerzője és egyik közreműködője volt.

„2000 körül életemnek egy nagyon fontos időszaka kezdődött meg – ami azóta is tart –, és minden szempontból nagy változást hozott, mert megtértem”

A 2000-es évek elejétől főleg gospel dalok előadója, zeneszerzője. Rendszeres fellépője a Hit Gyülekezete keresztény felekezet Vidám Vasárnap című élő istentiszteletekről szóló televíziós közvetítéseknek.
Szerzeményeit a pop, rock és funky stílus jellemzi. Szólóambumain balladisztikus hangvételű dalok is hallhatóak.

## Diszkográfiája
- Az idők változnak (CD) – Patmos Records (2012)
- Vándor (CD) – MG Records (2018)